# Нёррегор-Нильсен, Ханс Эдвард
Ханс Эдвард Нёррегор-Нильсен (дат. Hans Edvard Nørregård-Nielsen, 2 января 1945, Сёндер-Ниссум, Центральная Ютландия — 2 апреля 2023) — датский искусствовед.

## Биография
Родился 2 января 1945 года в Сёндер-Ниссуме. Он был выпускником Ribe Katedralskole и писал мемуары.
В 2001 году он был удостоен премии De Gyldne Laurbær (дословно — «Золотые лавры») за Riber Ret. Его книга 1995 года «Золотой век датского искусства» рассматривает искусство начала XIX века. Он был председателем совета New Carlsberg Foundation до конца 2013 года. Он также был адъюнкт-профессором истории искусств в Орхусском университете. В 2013 году он был награждён золотой медалью Ingenio et Arti.
Умер 2 апреля 2023 года в возрасте 78 лет.

## Награды
В 2003 году Нёррегор-Нильсен получил медаль Н. Л. Хёйена.